# Tlenek żelaza(II) diżelaza(III)
Tlenek żelaza(II) diżelaza(III), Fe3O4 – nieorganiczny związek chemiczny z grupy tlenków, w którym żelazo występuje na II i III stopniu utlenienia.
Występuje w skorupie ziemskiej jako magnetyt – minerał o naturalnych własnościach magnetycznych. Otrzymywany na potrzeby laboratoryjne w reakcji siarczanu żelaza(II) z siarczanem żelaza(III) oraz amoniakiem:
FeSO4 + Fe2(SO4)3 + 8NH3(aq) → Fe3O4·4H2O↓ + 4(NH4)2SO4
Stosowany jest jako główna ruda żelaza, jako naturalny magnes oraz barwnik.